# Асен Драганов
Асен Борисов Драганов (Кръстан Борисов Стефанов) е участник във Втората световна война.

## Биография
Асен Драганов е роден на 14 септември 1924 г. в град Ловеч в семейството на комунистическия активист Борис Стефанов. Рожденото му име е Кръстан Борисов Стефанов. Основно образование завършва в родния си град.
Емигрира с родителите си в СССР. Средно образование завършва в Москва (1941). Активен спортист.
Още при началото началото на германското нападение срещу СССР постъпва като доброволец в Червената армия под името Асен Борисов Драганов. В състава на II полк на Самостоятелна бригада със специално предназначение участва в бойни акции в германския тил и отбраната на Москва. Ранен на 25 февруари 1942 г.
След излекуване е спуснат с парашут и участва в бойните действия на Партизански отряд „Победители“ с командир Дмитрий Медведев. Загива в бой на 8 ноември 1943 г. край град Ровно (Украйна). Награден с Орден „Червена звезда“ (посмъртно).
Патрон на Средно спортно училище в Ловеч. В Алеята на българо-руската дружба в Ловеч има негова мемориална плоча.